# Lushsux

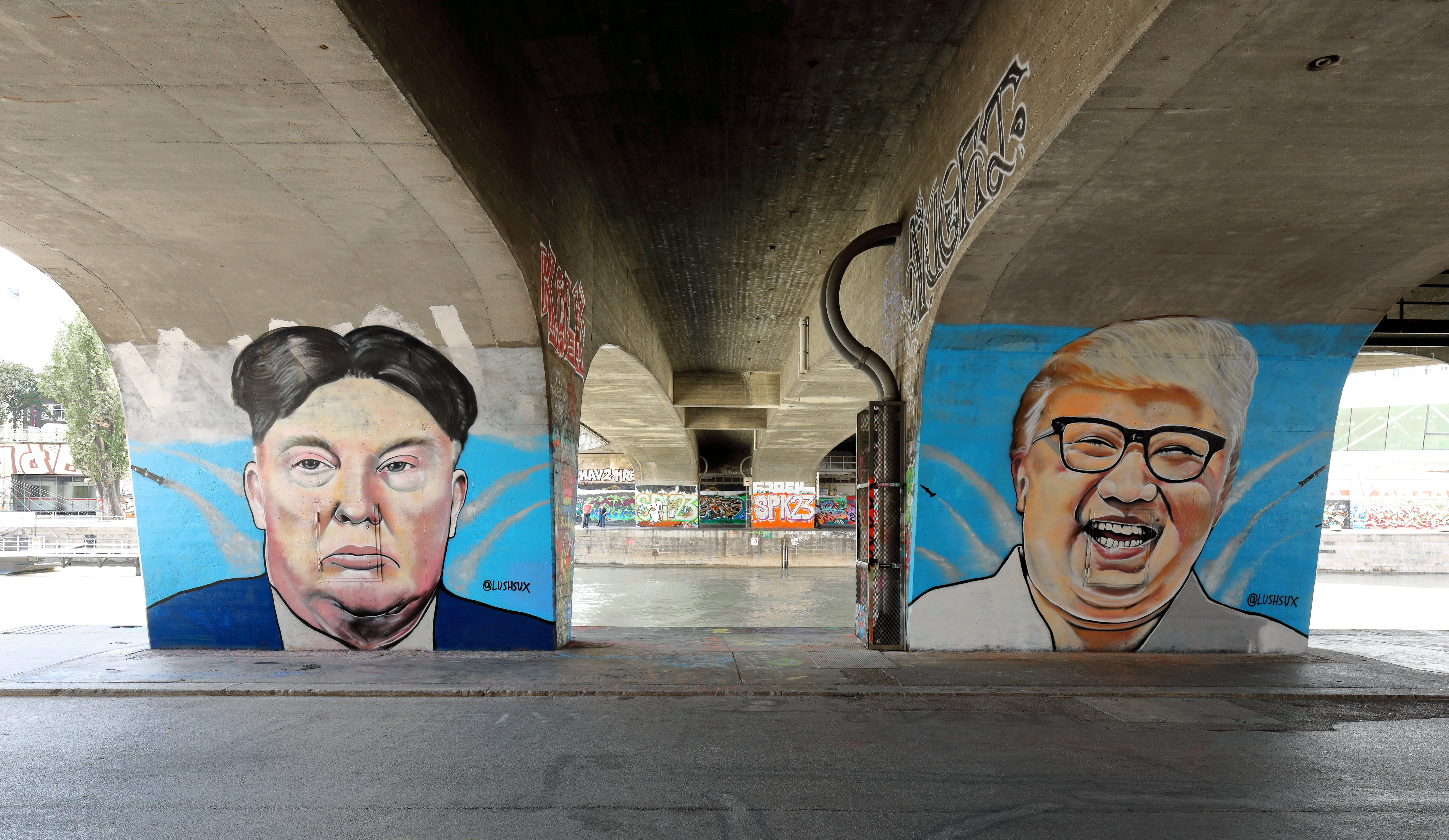
ウィーンの金正恩とドナルド・トランプの壁画。

Lushsux（ラッシュサックス）は、オーストラリアのストリートアーティストで、その作品は国際的に取り上げられている。
2016年8月、Lushsuxはアメリカ合衆国大統領候補者であったヒラリー・クリントンの挑発的な絵を作成した。
2017年8月、彼はドナルド・トランプの絵を二つイスラエル西岸地区の分離壁に描いた。
また、2017年10月には、トランプとベンヤミン・ネタニヤフがキスしている絵を描いた。
2018年9月、彼の壁画は50セントの怒りを招いた。
2018年10月、彼は「ドニエ・ウェスト」という人物を作成して、カニエ・ウェストとドナルド・トランプの親密な仲をパロディ化した。
2019年3月、彼はスパイダー・シウバをパロディ化し、シウバがスパイダーマンに扮している絵を描いた。